# Ravinder Reddy
Ravinder Reddy, né en 1956 à Suryapet en Inde dans l'Andhra Pradesh, est un artiste qui réalise des statues monumentales. Ces œuvres sont un mélange de différentes sources iconographiques (pop art comme Andy Warhol, et les traditions indiennes), et de différents procédés techniques. Il fait référence aux divinités yakshis.

## Expositions
- 76 Grand Street, New York, septembre  2001
- Jardin d'acclimatation, mai 2007
- Paris-Delhi-Bombay..., Centre Georges-Pompidou (Paris), mai 2011

## Œuvres
- Red painted head, 2006, 196×119×180 cm, résine et fibre de verre
- Tara, 2004
- Blue head, 2001
- Gooper gilded head, 2001
- Appayamma, 2001
- Krishnaveni II, 2000

## Liens
- Des photos d'œuvres